# Kanton Dijon-8
Der Kanton Dijon-8 war von 1973 bis 2015 ein französischer Wahlkreis im Arrondissement Dijon, im Département Côte-d’Or und in der Region Burgund. Vertreter im Generalrat des Départements war zuletzt von 2008 bis 2015 Jean-Yves Pian. 
Der Kanton bestand aus einem Teil der Stadt Dijon.